# Kiwilichus cryptosikyus
Kiwilichus cryptosikyus är en spindeldjursart som beskrevs av Jean Gaud och Warren T. Atyeo 1970. Kiwilichus cryptosikyus ingår i släktet Kiwilichus och familjen Kiwilichidae. Inga underarter finns listade i Catalogue of Life.